# Настоящие кивсяки
Настоящие кивсяки, или юлиды (лат. Julidae), — семейство многоножек из отряда кивсяков класса двупарноногих. Включает более 600 видов и примерно 20 родов. Его представители в основном приурочены к западной Палеарктике, лишь несколько видов достигают Индомалайской зоны и Афротропики. Представителей семейства объединяет строение ротовых органов. Настоящие кивсяки включаются в надсемейство Juloidea отряда кивсяки, наряду с семействами Trichoblaniulidae, Rhopaloiulidae и Trichonemasomatidae.

## Роды
- Allajulus
- Anagaiulus
- Anaulaciulus
- Brachyiulus
- Calyptophyllum
- Catamicrophyllum
- Cylindroiulus
- Dolichoiulus
- Enantiulus
- Haplopodoiulus
- Heteroiulus
- Julus
- Kryphioiulus
- Leptoiulus
- Mammamia
- Megaphyllum
- Nepalmatoiulus
- Ommatoiulus
- Ophyiulus
- Pachyiulus
- Pacifiiulus
- Tachypodoiulus
- Titanophyllum
- Thyrophygus
- Unciger